# Universidade das Artes de Londres

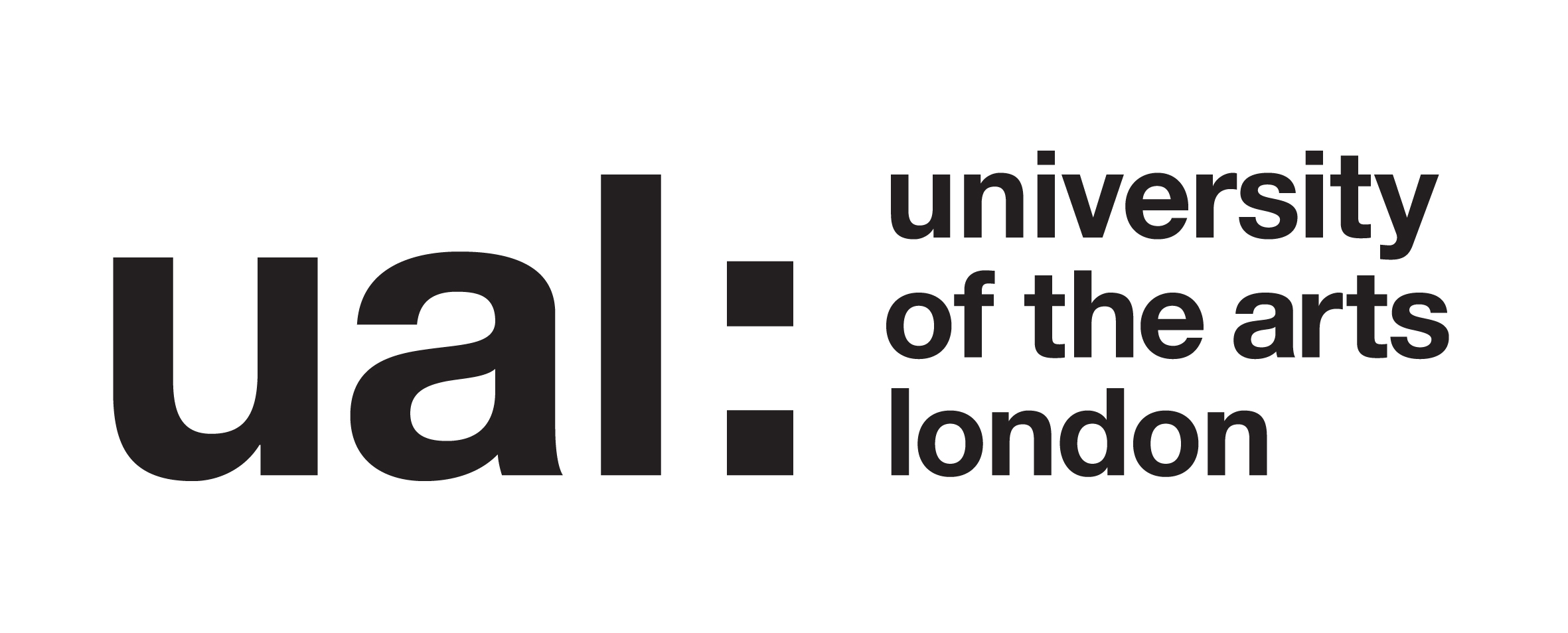
University of the Arts London

A Universidade das Artes de Londres é uma universidade pública de pesquisa em Londres, Inglaterra. É a maior universidade da Europa provedora de educação em arte, design, moda e artes performáticas. É uma universidade descentralizada, com seis faculdades constituintes:. Camberwell College of Arts, Central Saint Martins, Chelsea College of Arts and Design, London College of Communication, London College of Fashion e Wimbledon College of Arts. De 1986 a 2004, era conhecido como o London Institute.